# Caritas in Veritate
Caritas in Veritate (укр. Любов в Істині) — енцикліка Папи Римського Бенедикта XVI, опублікована 29 червня 2009 року.

## Структура
- Вступ
- Послання енцикліки «Populorum progressio»
- Людський розвиток у наш час
- Братство, економічний розвиток і громадянське суспільство
- Розвиток народів, права та обов'язки, довкілля
- Співпраця людської сім'ї
- Розвиток народів і техніка
- Висновок

## Тематика публікації
Спочатку енцикліка була опублікована на 7 мовах: італійською, англійською, французькою, німецькою, польською, іспанською та португальською; потім переведена на багато інших мов. Незвичайним було та обставина, що серед мов оригіналу публікації була відсутня латинь, більш того, переклад енцикліки на латинь викликав ряд труднощів.
Підзаголовок роботи — «Про цілісний людський розвиток в любові та в правді». Головна тема енцикліки — проблеми глобального розвитку й прогресу на шляху досягнення загального блага. В енцикліці містяться докладні роздуми над економічними та соціальними проблемами. Вихід «Caritas in Veritate» був приурочений до 40-річчя публікації енцикліки «Populorum Progressio» Павла VI і багато в чому перегукується з нею з порушених питань.
Енцикліка розділена на 6 розділів, введення і висновку.
Російський переклад енцикліки був випущений московським видавництвом францисканців восени 2009 року.

## Відгуки
Енцикліка широко обговорювалася як у церковних, так і в світських колах. За повідомленням «Financial Times» енцикліка викликала дискусію на саміті «великої вісімки» в Італії в липні 2009 року. Канцлер Німеччини Ангела Меркель, яка раніше критикувала Папу, позитивно оцінила «Caritas in Veritate».
«Caritas в Veritate» отримала позитивні відгуки католицьких кіл, а також з боку протестантів і мусульман.
У відгуках зазначалося, що нове слово в енцикліці стало зв'язком між «соціальною етикою» та «етикою життя», а також закликом Папи до того, що поряд з договірною логікою ринку (давати, щоб отримувати) і логікою закону політичного простору (давати, тому що зобов'язаний), повинна існувати й логіка чистої подяки (давати просто тому, що це благо). У коментарях на енцикліку підкреслювалося, що вона ясно говорить про неприпустимість політизації вчення Церкви: «Церква не пропонує технічних рішень, і не претендує на втручання в державну політику».